# Filippo Giovanni Battista Nicolis di Robilant
Filippo Giovanni Battista Nicolis di Robilant (Torino, 10 marzo 1723 – Torino, 12 gennaio 1783) è stato un architetto italiano.

## Opere principali
- Palazzo Crova a Nizza Monferrato

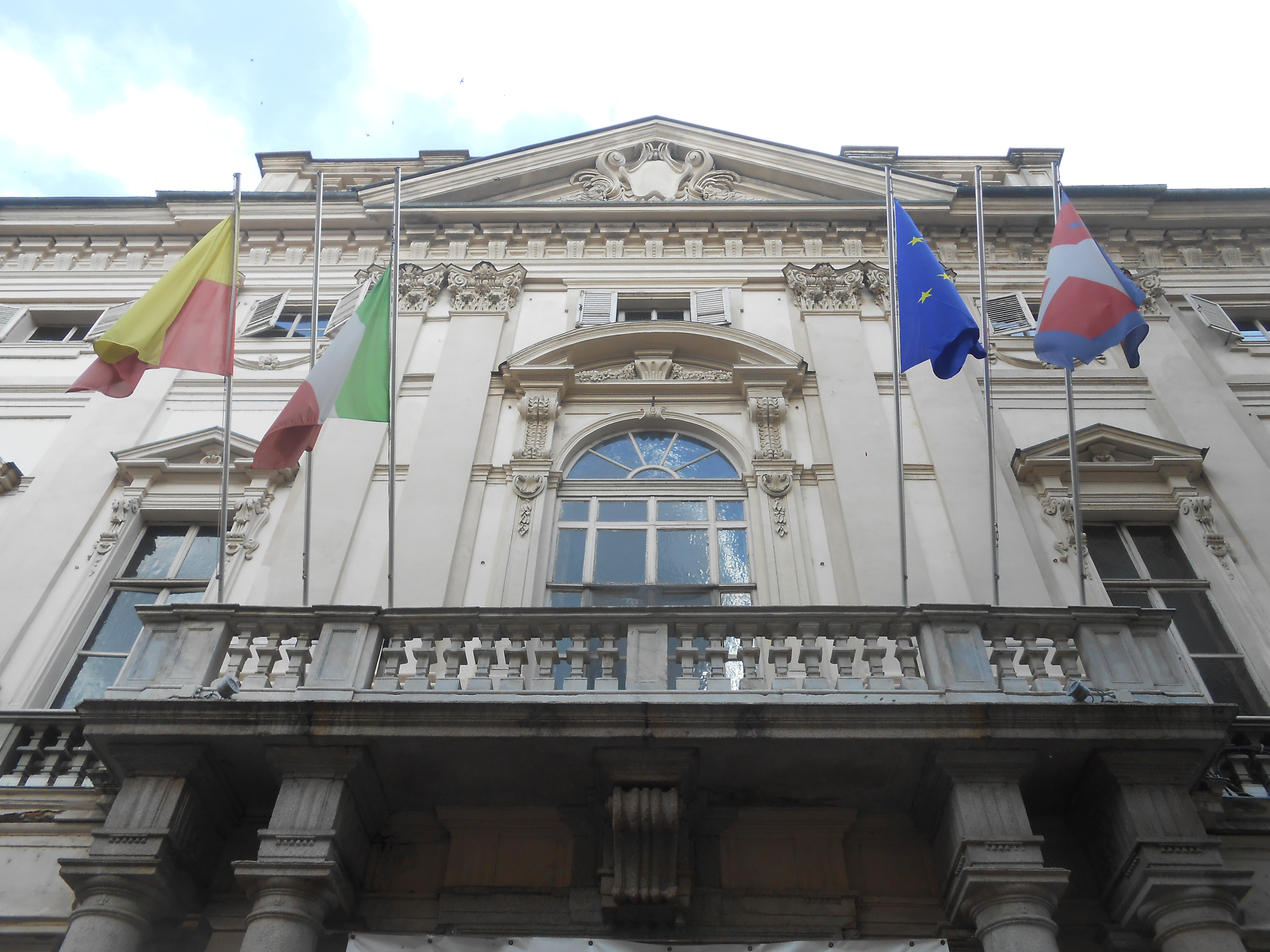
Municipio, Palazzo San Giorgio, a Casale Monferrato

- Chiesa di San Giovanni in Lanero a Nizza Monferrato
- Facciata del Palazzo Cacherano di Mombello, in via della Consolata 12 a Torino
- Chiesa di Santa Pelagia in via San Massimo 21 a Torino (ma il progetto di questa chiesa è anche attribuito all'architetto luganese Pietro Bonvicini[1])
- Chiesa della Misericordia in via Barbaroux a Torino (rimaneggiamento completo)
- Confraternita del Gonfalone a Saluzzo (1756)
- Ospedale San Lazzaro ad Alba (1769)
- Palazzo Gozzani di San Giorgio (sede comunale) a Casale Monferrato[2] (1775)